# Monastero di Sant Joan de les Abadesses

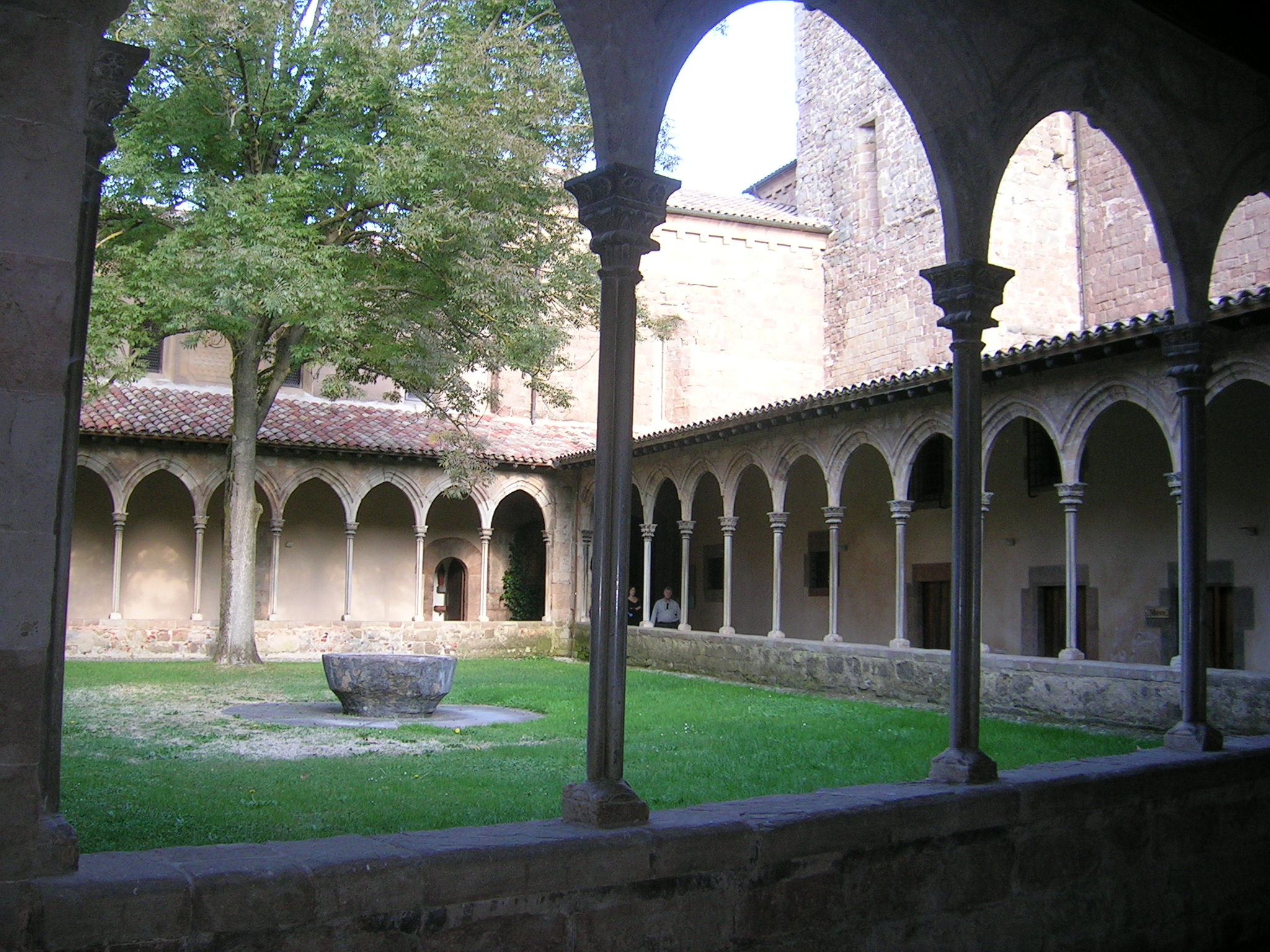
Chiostro del monastero

Il Monastero di Sant Joan de les Abadesses è un monastero nella comarca catalana di Ripollès.

## Storia
Il monastero fu fondato nell'885 dal conte di Barcellona Goffredo il Villoso, che lo destinò all'educazione della figlia Emma, che ne divenne poi la prima badessa. Goffredo aveva precedentemente fondato il monastero di Ripoll per suo figlio Rodolfo.
La chiesa venne consacrata il 24 giugno 887 dal vescovo di Vic e fino al 945 fu l'unico monastero femminile della Catalogna. Nel 1017 il convento venne soppresso per mezzo di una bolla papale su richiesta di Bernardo I di Cerdanya, che lo acquisì e vi portò una comunità di monaci. Dal 1083 al 1114 il monastero fu posto sotto l'Abbazia di San Vittore di Marsiglia, che vi inviò una comunità di monache di origine greca. Nel 1114 l'intervento del Papa permise ad una comunità di canonici agostiniani di prendere possesso del monastero, che fu retto da abati locali fino al 1484 per poi passare sotto abati commendatari.
Nel 1592 il monastero fu secolarizzato e trasformato in semplice collegiata, soppressa poi nel 1856.
È stato dichiarato monumento storico nel 1931.

## Architettura
L'attuale edificio della chiesa risale al XII secolo e ha una pianta a croce latina con una navata unica, inserita in un ampio transetto, che si apre a tre absidi. Il transetto, per la sua collocazione originaria al centro del monastero, un tempo dava accesso sia al settore femminile che a quello maschile dell'abbazia. Il monastero ha anche un piccolo chiostro gotico del Quattrocento a due piani, oltre al palazzo dell'abate risalente allo stesso secolo.
Il monastero ospita la pala d'altare gotica di Santa Maria la Bianca eseguita nel 1343 da artisti fiorentini, la cappella barocca dei Dolori che ospita una "Pietà" di Josep Viladomat e il complesso scultoreo della "Deposizione", che risale al 1251 ed è considerato uno degli esempi più notevoli di scultura romanica in Catalogna.
Nel 1428 un terremoto distrusse la cupola ed il campanile e danneggiò la chiesa, che fu in gran parte restaurata.